# فتى فريسكو (فلم 1979)
فتى فريسكو (بالإنجليزية: The Frisco Kid) هو فيلم وسترن وكوميديا صدر عام 1979، من إخراج روبرت أولدريتش وبطولة جين وايلدر الذي يلعب دور أفرام بيلينسكي وهو حاخام بولندي يسافر إلى سان فرانسيسكو، وهاريسون فورد بدور لص بنوك.

## روابط خارجية
- مقالات تستعمل روابط فنية بلا صلة مع ويكي بيانات